# Cylisticus birsteini
Cylisticus birsteini är en kräftdjursart som beskrevs av Borutzkii 1961. Cylisticus birsteini ingår i släktet Cylisticus och familjen Cylisticidae. Inga underarter finns listade i Catalogue of Life.